# Klaus Tennstedt
Klaus Hermann Wilhelm Tennstedt (Merseburg (Saxònia-Anhalt), 6 de juny, 1926 - Kiel (Alemanya), 11 de gener, 1998) va ser un director i violinista alemany. Després de ser concertista de l'Orquestra Municipal de Halle, va haver de renunciar a la seva carrera de violí l'any 1952 per motius de salut a favor d'una carrera com a director. Posteriorment va treballar en diverses etapes a la RDA; El 1958 va ser nomenat director general de música. El 1971 es va traslladar a la República Federal d'Alemanya via Suècia. De 1979 a 1981 va ser director en cap de l'Orquestra Simfònica NDR d'Hamburg. A la dècada de 1970 va aconseguir el seu avenç internacional, i en el món angloamericà va ser especialment apreciat per les seves interpretacions de Mahler. El 1987, l'Orquestra Filharmònica de Londres, de la qual va ser director titular entre 1983 i 1987, el va nomenar director honorari.

## Vida i carrera
Va estudiar violí i piano al Conservatori de Leipzig. Va evitar el servei militar durant l'època nazi unint-se a una orquestra barroca. Va esdevenir concertino de l'orquestra del Teatre Municipal de Halle el 1948, però una lesió al dit va acabar amb la seva carrera com a violinista i va continuar com a professor de cant al mateix teatre. Aleshores, Tennstedt va dirigir el seu talent cap a la direcció. El 1958 va esdevenir director musical de l'Òpera de Dresden, i el 1962, director musical de l'Orquestra i Teatre Estatal de Schwerin.
Va emigrar d'Alemanya de l'Est el 1971, obtenint asil a Suècia. Va dirigir a Göteborg al Teatre de Göteborg i a Estocolm amb l'Orquestra Simfònica de la Ràdio Sueca. El 1972 es va convertir en director general de música de l'Òpera de Kiel al nord d'Alemanya. De 1979 a 1981, va ser director en cap de l'Orquestra Simfònica de la Ràdio d'Alemanya del Nord (NDR Symphony) a Hamburg, i durant el mateix període (1979–82) va ser director convidat principal de l'Orquestra de Minnesota a Minneapolis.
El 1974, Tennstedt va fer el seu debut nord-americà amb l'Orquestra Simfònica de Toronto. La seva primera aparició als Estats Units va ser poc després, amb l'Orquestra Simfònica de Boston, el 13 de desembre de 1974, dirigint un programa de Brahms. La setmana següent, la seva Simfonia núm. 8 amb la d'BSO d'Anton Bruckner va obtenir crítiques elogioses. A The Maestro Myth, de Norman Lebrecht, es va explicar que quan la direcció de Boston va preguntar a Tennstedt què volia dirigir, va respondre: "Vols dir que puc triar?" Les seves aparicions van ser tan aclamades que, com a resultat, Tennstedt va ser convidat com a director convidat al Tanglewood Music Festival i al Blossom Music Festival el 1975.
El seu únic compromís amb l'òpera americana va ser una sèrie de set representacions del Fidelio de Beethoven a la Metropolitan Opera, l'última de les quals, el 7 de gener de 1984, es va emetre.
Després, Tennstedt va dirigir com a convidat l'Orquestra de Filadèlfia, la Chicago Symphony Orchestra, la Simfònica de Cincinnati, l'Orquestra de Cleveland, la Simfònica de Detroit, l'Orquestra Filharmònica de Los Angeles i l'Orquestra Filharmònica de Nova York. A Europa, va dirigir com a convidat l'Orquestra Reial del Concertgebouw, l'Orquestra Simfònica de la Ràdio de Baviera, l'Orquestra Filharmònica de Berlín i la Simfònica SDR (ara l'Orquestra Simfònica de la Ràdio de Stuttgart).
El seu debut a Londres va ser amb la London Symphony (LSO) el 1976. El 1977 va arribar el seu primer compromís amb la London Philharmonic (LPO), que va portar al seu nomenament com a director convidat principal el 1980, i finalment com a director principal el 1983. va dimitir el 1987, però més tard va ser nomenat el seu director llorejat, tornant a la LPO el 1986 per gravar la Simfonia núm. 8 de Mahler ("Simfonia dels mil", EMI DSB-47625) i per a concerts del mateix Mahler el novembre de 1991 (Simfonia núm. 6) i el maig de 1993 (Simfonia núm. 7). La seva última aparició com a convidat als Estats Units va ser amb la Filharmònica de Nova York el 1992, però per consell dels seus metges es va retirar completament de la direcció l'octubre de 1994. L'última vegada que va dirigir va ser el juny de 1994, en un assaig d'una orquestra estudiantil a la Universitat d'Oxford, on va rebre un doctorat honoris causa uns dies després. Va morir de càncer de gola el gener de 1998, a la seva casa de Kiel, Alemanya.
El 1978 Tennstedt es va convertir en el primer director alemany de la seva generació a dirigir la Filharmònica d'Israel, que fins aleshores havia boicotejat els directors alemanys a causa de les seves connexions amb el règim nazi.
Els seus enregistraments inclouen un cicle complet de les simfonies de Gustav Mahler, i diversos dels concerts de Tennstedt s'han reeditat en CD.